# Дирксен, Герберт фон
Эдуард Вилли Курт Герберт фон Ди́рксен (нем. Eduard Willy Kurt Herbert von Dirksen; 2 апреля 1882, Берлин — 19 декабря 1955, Мюнхен) — немецкий помещик, дипломат и писатель.

## Биография

### Ранние годы. Начало карьеры
Герберт фон Дирксен — сын помещика и имперского посланника Виллибальда фон Дирксена, возведённого в дворянское сословие в 1887 году. Мать — Элла Шницлер (1860—1916). Мачеха Герберта фон Дирксена Виктория фон Дирксен являлась страстной поклонницей и покровительницей Адольфа Гитлера.
Герберт получил домашнее образование и в 1900 году получил аттестат берлинской королевской гимназии. В 1900—1903 годах изучал юриспруденцию в Гейдельберге и Берлине и защитил докторскую диссертацию в Ростоке. Прослужив года в гвардейском уланском полку в Потсдаме, в 1904—1910 годах работал кандидатом на должность по правовым вопросам в Пруссии. 1905 год Дирксен провёл в Лондоне, а в 1907—1908 годах отправился в кругосветное путешествие. Сдав второй государственный экзамен, Герберт женился в 1910 году на Гильде фон Эльсен.
В 1910—1914 годах Дирксен находился на государственной службе в Бонне в ранге правительственного асессора, и в это время возник его интерес к внешней политике и экономике. Он написал несколько историко-политических статей в поддержку германского империализма.

### Первая мировая война
В начале Первой мировой войны Дирксена мобилизовали, он служил в тылу и при военных штабах. Благодаря протекции в 1915 году получил должность в гражданской администрации в Бельгии, где в частности отвечал за депортацию бельгийцев на работу в Германию.
Полученный в войну опыт заставил Дирксена поменять свои взгляды на войну как средство политики. Под псевдонимом «Дарий» Дирксен опубликовал несколько статей, в который подверг критике внешнюю политику и дипломатию Германии. Несмотря на это, в 1917 году Дирксен поступил на должность референта в английский отдел посольства Германии в Гааге и поступил на дипломатическую службу.
В середине 1918 года он перешёл на работу в Министерство иностранных дел и возглавил отдел прессы и пропаганды в посольстве Германии в Киеве. На оккупированной Украине перед Дирксеном была поставлена задача консолидации территории в самостоятельное государство в целях германской военной политики. По окончании войны и с продвижением Красной армии к Киеву посольство закрылось, и Дирксен вернулся в 1919 году в Берлин.

### Годы Веймарской республики
После Ноябрьской революции Дирксен намеревался уйти с дипломатической службы, но посчитал себя обязанным служить родине несмотря на форму государственного устройства. Он вступил в Немецкую национальную народную партию и занялся активной политической деятельностью.
В 1919—1920 гг. — начальник подотдела «Прибалтика» Министерства иностранных дел. Его главной задачей стала организация быстрого вывода германских войск из балтийского региона.
После восстановления дипломатических отношений с Польшей в 1920 году Дирксен был направлен в Варшаву и выполнял функции посла. Вернувшись в Берлин, Дирксен руководил отделом «Польша» в МИДе и занимался верхнесилезским вопросом. Как и большая часть немецкого населения, он воспринял потери восточных территорий как унижение немецкого народа и требовал пересмотра соответствующих решений.
В 1923 году Дирксен был назначен генеральным консулом Германии в Данциге и в силу сложившейся ситуации был вынужден заниматься преимущественно культурными, а не политическими и экономическими вопросами. При реорганизации Министерства иностранных дел в 1925 году Дирксен получил должность в так называемом восточном отделе, к ведению которого были отнесены Восточная Европа, Скандинавия и Восточная Азия. Если при заключении Локарнских соглашений Дирксен довольствовался ролью протоколиста, то при подготовке Берлинского договора 1926 года ему была отведена более значимая роль. В середине 1925 года Дирксен возглавлял переговоры. В 1928 году Дирксен возглавил восточный отдел и погрузился в бумажную работу. В том же году рейхспрезидент Гинденбург и министр иностранных дел Штреземан согласились на компромиссную кандидатуру Дирксена на пост посла Германии в Москве.
В сложных условиях посол Германии в Москве Дирксен пытался улучшить германо-советские отношения, поддерживая связи в экономике и военной сфере. Совершив несколько дипломатических ошибок, уже в самом начале своей службы в Москве Дирксен проявил некомпетентность в своей оценке китайско-советского конфликта и положения немцев в Советском Союзе. В последующие годы Дирксену не удалось добиться каких-либо существенных позитивных изменений в германо-советских отношениях. Это подтвердили политические провокации с обеих сторон, принудительная коллективизация в СССР, пакт о ненападении и поджог Рейхстага.

### Карьера при нацистах

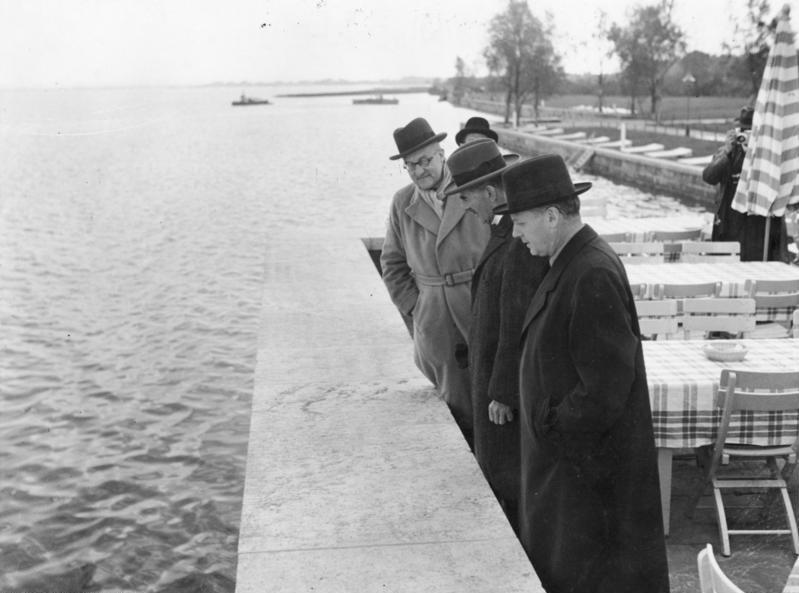
Герберт фон Дирксен (крайний слева) сопровождает Чемберлена и Риббентропа. 1938

Осенью 1933 года Дирксен был назначен послом Германии в Японии. В 1937 году Дирксен вступил в НСДАП. По возвращении из Токио Дирксен, собиравшийся завершить дипломатическую карьеру, принял предложение Риббентропа возглавить посольство Германии в Лондоне, где был ключевой фигурой так называемых Лондонских переговоров.
С началом Второй мировой войны Дирксен ушёл в отставку, посвятил себя публицистике и читал лекции по истории и политике для солдат и коллег по партии. По приказу Иоахима фон Риббентропа Дирксен был вывезен из Силезии, но при этом в его имении остался его личный архив, который попал в СССР.
Являлся президентом Общества восточно-азиатского искусства (Берлин).

### Послевоенные годы
Последние годы жизни после денацификации Дирксен провёл в Верхней Баварии и писал критические работы по «восточной политике» Конрада Аденауэра и по силезскому вопросу.
После тяжёлой и продолжительной болезни Дирксен умер, находясь на лечении в Мюнхене. Первоначально был похоронен на Старом Лесном кладбище в Мюнхене. Перезахоронение останков на Северном кладбище в Висбадене было произведено по настоянию сестры Веры фон Берген спустя почти двадцать лет.

## Сочинения
- Москва, Токио, Лондон. Двадцать лет германской внешней политики.